# Troisdorf
Troisdorf är den största staden i distriktet Rhein-Sieg-Kreis i den södra delen av den tyska delstaten Nordrhein-Westfalen. Staden, som har omkring 77 000 invånare, gränsar till Köln och Bonn.

## Geografi och klimat
Troisdorf ligger vid floden Aggers mynning i floden Sieg (flod), vars utlopp i floden Rhen i sin tur också är beläget inom stadsområdet. Staden ligger i Rhens flodsänka mellan Bergisches Land och Eifel, vilket medför ett relativt varmt klimat året om.[källa behövs]

### Stadsdelar
Troisdorf är indelat i 12 stadsdelar (Stadtteile): Altenrath, Bergheim, Eschmar, Friedrich-Wilhelms-Hütte, Kriegsdorf, Troisdorf-Mitte, Müllekoven, Oberlar, Rotter See, Sieglar, Spich och Troisdorf-West. De två största är Troisdorf-Mitte med omkring 16 000 och Spich med omkring 13 000 invånare.

## Kommunikationer

### Motorvägar
Motorvägen A 59 genomkorsar stadsområdet. Det finns två avfarter, Troisdorf och Spich.

### Järnvägar
Troisdorf har sedan länge varit en järnvägsknut, och här möts linjerna från Köln till Siegen och Köln till Neuwied. Även ICE-snabbtågslinjen Köln-Frankfurt korsar Troisdorf, dock utan uppehåll.
Det finns två S-Bahn-linjer till Köln, S12 och S13. Därutöver finns det regelbunden regional järnvägstrafik till Köln, Bonn och Siegen.

### Busstrafik
Troisdorf är anslutet till Verkehrsverbund Rhein-Sieg och har stadsbusstrafik samt lokal busstrafik till grannstäderna Siegburg, Sankt Augustin, Niederkassel, Lohmar, Köln och Bonn.

### Flygtrafik
Delar av Köln-Bonns flygplats ligger i Troisdorf. Terminalerna, som dock är belägna i Köln, nås med bil och tåg på 10-15 minuter.

## Sevärdheter

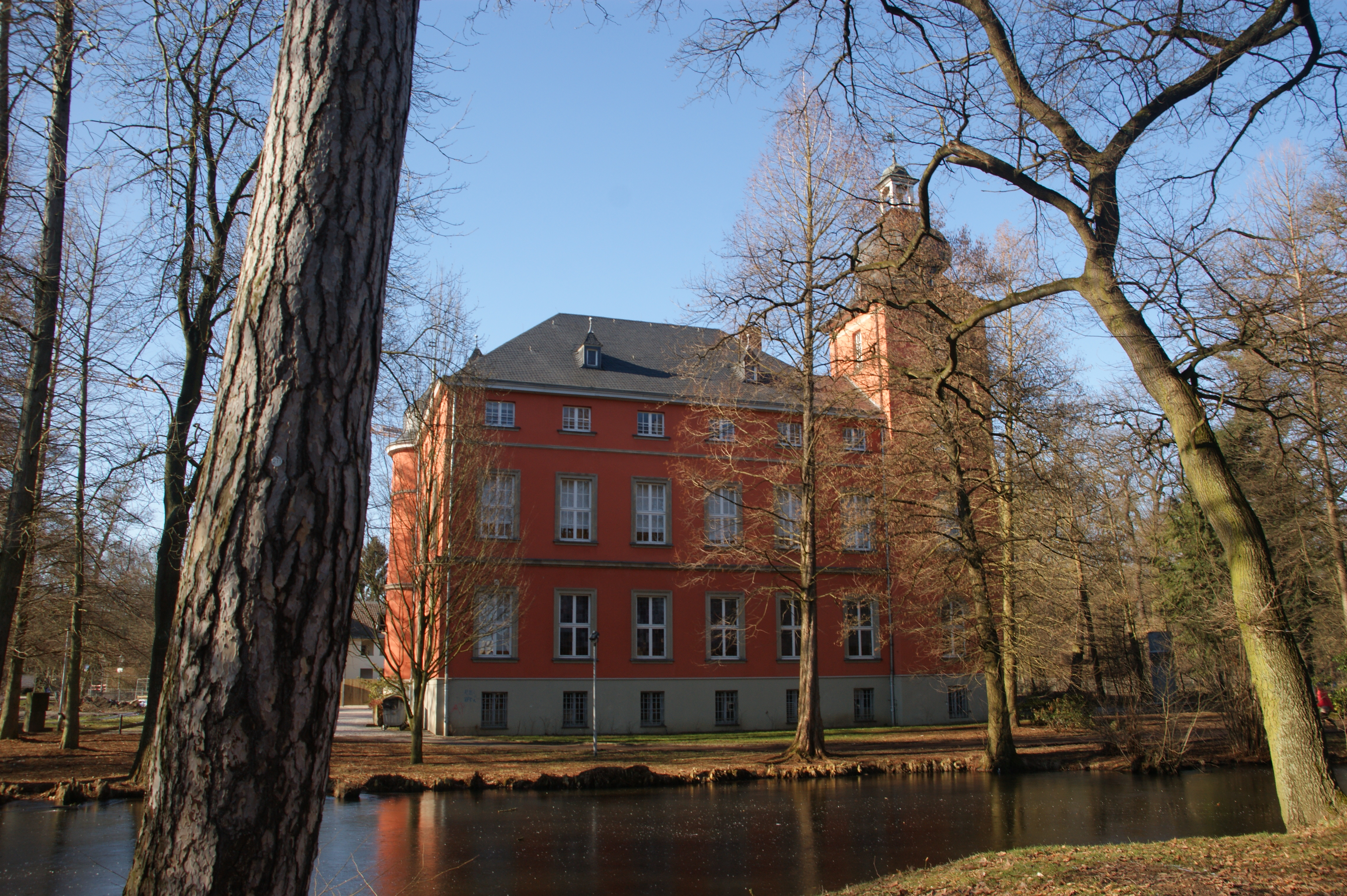
Burg Wissem

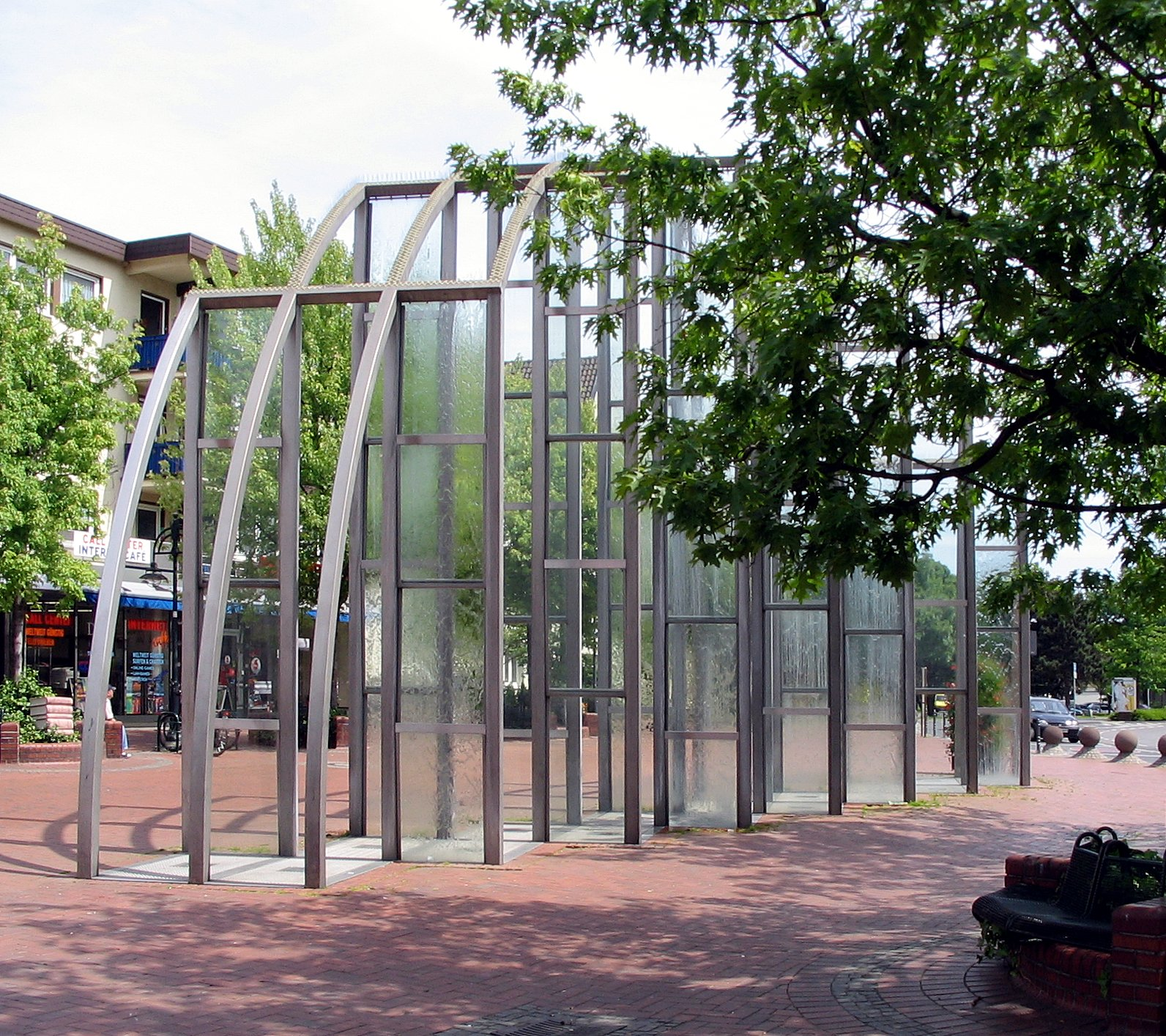
En av Troisdorfs stadsportar.

Världens enda bilderboksmuseum är inhyst i slottet Burg Wissem som tidigare var stadens rådhus. Bland annat visar museet bilderboksförfattaren Janoschs originalillustrationer. Därutöver finns det ett fiskemuseum i stadsdelen Bergheim.
På åttiotalet satsade Troisdorf stort på konst, vilket många skulpturer och andra konstföremål på offentliga platser vittnar om. Till exempel anlades två moderna stadsportar vid ingångarna till den centrala gågatan.
Stora delar av det natursköna naturreservatet Wahner Heide ligger inom Troisdorfs gränser.